# Joe Strummer

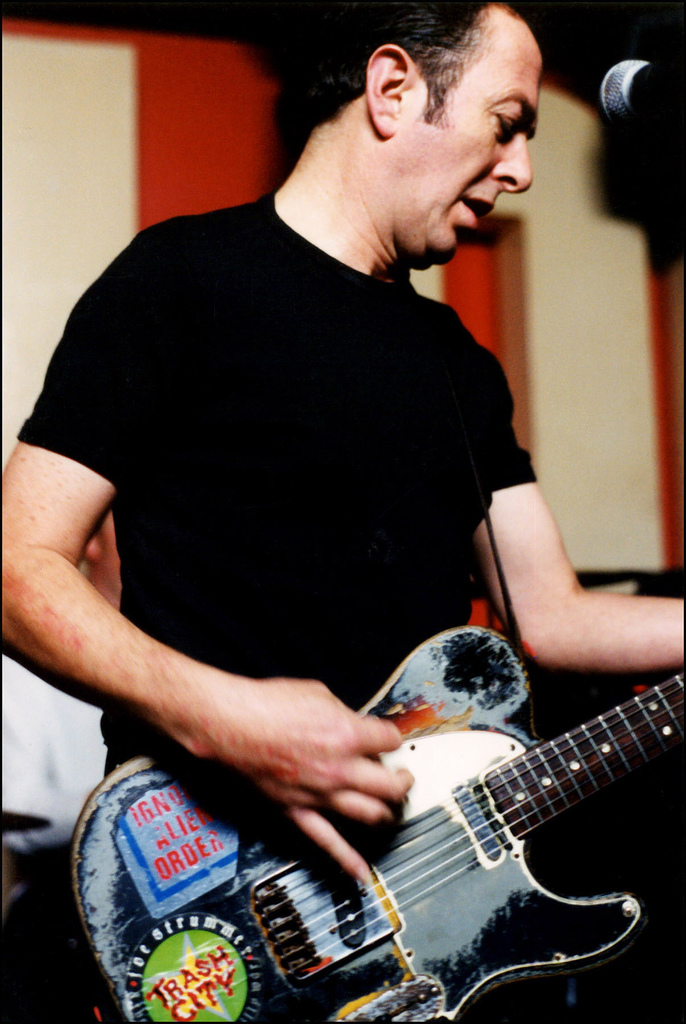
Joe Strummer (2001)

Joe Strummer (eigentlich John Graham Mellor; * 21. August 1952 in Ankara, Türkei; † 22. Dezember 2002 in Broomfield, Somerset, England) war ein britischer Punkrockmusiker. Bekannt wurde er als Mitbegründer, Sänger und Gitarrist der britischen Punk-Band The Clash.

## Leben
Joe Strummer wurde als Sohn eines britischen Diplomaten geboren. Schon im Internat hatte er einem Freund versprochen, dass er einst Popstar sein würde. Als er die Schule abgeschlossen hatte, ging er zunächst an die Central School of Art and Design in London und später an das Newport College of Art in Wales, um Grafikdesigner zu werden. Doch die Musik nahm zunehmend seine Zeit in Anspruch, sodass er schon bald seine Grafiker-Ausbildung abbrach und wieder nach London zurückging und sich den Hausbesetzern im Westteil der Stadt anschloss. Im gleichen Zeitraum gründete er die Pub-Rock-Band „The 101ers“, die er nach nur einer Veröffentlichung verließ, um mit Mitgliedern der Punk-Band London SS die Punk-Band The Clash zu gründen, um unter diesem Namen Berühmtheit zu erlangen. Strummer sang, textete und spielte dort seine Fender Telecaster, was in Kombination mit Mick Jones’ besonderen Gitarren-Riffs einige bedeutende Punk-Tracks und mit London Calling eines der erfolgreichsten Alben der Musikgeschichte hervorbrachte. Allerdings kam es immer wieder zu Differenzen unter den Bandmitgliedern und daher zu mehreren Wechseln in der Besetzung. Nach der Auflösung von The Clash veröffentlichte Strummer 1989 seine erste Solo-LP Earthquake Weather, später war er vorübergehend Sänger der Pogues als Ersatzmann für den ausgeschiedenen Shane MacGowan. 1995 begleitete er die britischen Celtic-Folk-Punker The Levellers bei deren UK-Top-12-Single Just The One am Piano. Nach langer, auch durch Querelen mit der Plattenfirma bedingter Schaffenspause erschien 1999 sein zweites Soloalbum Rock Art And The X-Ray Style mit seiner neuen Band The Mescaleros, mit der er 2001 ein weiteres Album veröffentlichte: (Global A-Go-Go). Mit Johnny Cash spielte und sang er den Bob-Marley-Klassiker Redemption Song, der 2003 auf Cashs Box Set Unearthed veröffentlicht wurde.
Joe Strummer starb unerwartet am 22. Dezember 2002 in seinem Haus an einem angeborenen, zu Lebzeiten nicht festgestellten Herzfehler. Er hinterließ seine Ehefrau Lucinda „Luce“ Tait sowie seine beiden leiblichen Töchter Jazz und Lola Mellor, die seiner 14-jährigen Beziehung mit Gaby Salter entstammen.
Im Oktober 2003 erschien postum sein letztes Album Streetcore.

## Nachwirken

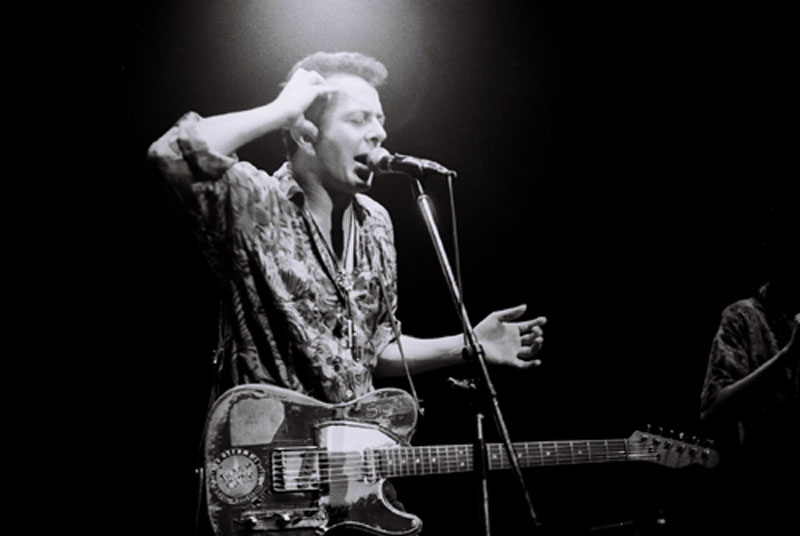
Strummer mit The Pogues in Japan

Zahlreiche Bands widmeten Joe Strummer Songs oder ganze Alben, darunter Beatsteaks, Rancid, GBH, Dropkick Murphys, The Gaslight Anthem und Attila the Stockbroker's Barnstormer.
2006 drehte der britische Regisseur Julien Temple eine Dokumentation über Joe Strummer mit dem Titel Joe Strummer: The Future Is Unwritten, bei der Bernie Rhodes, Mick Jones, Topper Headon, Bono, Jim Jarmusch, Johnny Depp, Matt Dillon und andere mitwirkten.
Die 2007 in den USA angelaufene Serie John from Cincinnati verwendete Strummers Song Johnny Appleseed als Titelsong.
Die 2011 erschienene Live-CD Live on Ten Legs von Pearl Jam enthält als Opener den Strummer-Song Arms Aloft von dem Album Joe Strummer & The Mescaleros – Streetcore (2003).
Im Londoner Stadtteil Paddington ist eine Unterführung nach ihm benannt.
2013 wurde eine Arena im Parco Nord in Bologna nach Joe Strummer benannt.
2015 listete der Rolling Stone Strummer gemeinsam mit Mick Jones auf Rang 57 der 100 größten Songwriter aller Zeiten.
Im 2016 erschienenen Film London Town werden unter anderem Strummers beginnende Bekanntheit nach dem Erscheinen des ersten The Clash Albums The Clash sowie die Ereignisse rund um das Rock-Against-Racism-Konzert im Londoner Victoria Park am 30. April 1978 thematisiert. In der größtenteils fiktiven Geschichte wird Strummer von Jonathan Rhys Meyers gespielt.

## Diskografie

### Soloalben
| Jahr | Titel              | Höchstplatzierung, Gesamtwochen, AuszeichnungChartplatzierungen (Jahr, Titel, Platzierungen, Wochen, Auszeichnungen, Anmerkungen) | Höchstplatzierung, Gesamtwochen, AuszeichnungChartplatzierungen (Jahr, Titel, Platzierungen, Wochen, Auszeichnungen, Anmerkungen) | Höchstplatzierung, Gesamtwochen, AuszeichnungChartplatzierungen (Jahr, Titel, Platzierungen, Wochen, Auszeichnungen, Anmerkungen) | Höchstplatzierung, Gesamtwochen, AuszeichnungChartplatzierungen (Jahr, Titel, Platzierungen, Wochen, Auszeichnungen, Anmerkungen) | Höchstplatzierung, Gesamtwochen, AuszeichnungChartplatzierungen (Jahr, Titel, Platzierungen, Wochen, Auszeichnungen, Anmerkungen) | Anmerkungen |
| Jahr | Titel              | DE | AT | CH | UK | US | Anmerkungen |
| ---- | ------------------ | --- | --- | --- | --- | --- | ----------- |
| 1989 | Earthquake Weather | — | — | — | UK58 (1 Wo.)UK | — |             |
| 2018 | Joe Strummer 001   | DE68 (1 Wo.)DE | — | — | UK30 (1 Wo.)UK | — |             |
| 2021 | Assembly           | DE27 (1 Wo.)DE | AT75 (1 Wo.)AT | CH49 (1 Wo.)CH | UK23 (1 Wo.)UK | — |             |

Weitere Soloalben
- 1986: Love Kills („Promo 12“ MCA Records (MCA-23655))
- 1987: Walker
- 1988: Trash City („Promo 12“ Epic Records (EAS 01103))

### Als Joe Strummer and the Mescaleros
| Jahr | Titel                                              | Höchstplatzierung, Gesamtwochen, AuszeichnungChartplatzierungen (Jahr, Titel, Platzierungen, Wochen, Auszeichnungen, Anmerkungen) | Höchstplatzierung, Gesamtwochen, AuszeichnungChartplatzierungen (Jahr, Titel, Platzierungen, Wochen, Auszeichnungen, Anmerkungen) | Höchstplatzierung, Gesamtwochen, AuszeichnungChartplatzierungen (Jahr, Titel, Platzierungen, Wochen, Auszeichnungen, Anmerkungen) | Anmerkungen |
| Jahr | Titel                                              | DE | UK | US | Anmerkungen |
| ---- | -------------------------------------------------- | --- | --- | --- | ----------- |
| 1999 | Rock Art And The X-Ray Style                       | — | UK71 (1 Wo.)UK | — |             |
| 2001 | Global A Go-Go                                     | — | UK68 (1 Wo.)UK | — |             |
| 2003 | Streetcore                                         | — | UK50 (2 Wo.)UK | US160 (1 Wo.)US |             |
| 2022 | Joe Strummer 002: The Mescaleros Years – 1999–2002 | DE63 (1 Wo.)DE | — | — |             |

Weitere Alben
- 2012: The Hellcat Years

### Videoalben
| Jahr | Titel                   | Höchstplatzierung, Gesamtwochen, AuszeichnungChartplatzierungen (Jahr, Titel, Platzierungen, Wochen, Auszeichnungen, Anmerkungen) | Höchstplatzierung, Gesamtwochen, AuszeichnungChartplatzierungen (Jahr, Titel, Platzierungen, Wochen, Auszeichnungen, Anmerkungen) | Höchstplatzierung, Gesamtwochen, AuszeichnungChartplatzierungen (Jahr, Titel, Platzierungen, Wochen, Auszeichnungen, Anmerkungen) | Anmerkungen |
| Jahr | Titel                   | DE | UK | US | Anmerkungen |
| ---- | ----------------------- | --- | --- | --- | ----------- |
| 2007 | The Future Is Unwritten | — | UK2 Gold · (62 Wo.)UK | — |             |

## Filmografie
Musik
- 1980: Rude Boy
- 1986: Sid und Nancy (Sid and Nancy)
- 1987: Walker
- 1988: The Last Song (Permanent Record)
- 1990: Vertrag mit meinem Killer (I Hired a Contract Killer)
- 1993: Wenn Schweine fliegen (When Pigs Fly)
- 1997: Ein Mann – ein Mord (Grosse Pointe Blank)
- 1997: Question d'honneur (Kurzfilm)
- 2001: Gypsy Woman

Darsteller
- 1980: Rude Boy
- 1983: Hell W10
- 1982: The King of Comedy
- 1987: Straight to Hell – Fahr zur Hölle (Straight to Hell)
- 1987: Candy Mountain
- 1987: Walker
- 1989: Mystery Train
- 1990: Vertrag mit meinem Killer (I Hired a Contract Killer)
- 1997: Docteur Chance
- 1997: Question d'honneur (Kurzfilm)